# Jan-Hans Pokorny
Jan-Hans Pokorny (* 6. März 1966) ist ein ehemaliger deutscher Eishockeyspieler.

## Werdegang
Der Angriffsspieler Jan-Hans Pokorny spielte zunächst in der Saison 1984/85 für den Oberligisten ERC Ingolstadt. Im Jahre 1987 wechselte er zum EHC Essen-West in die 2. Bundesliga Nord und erzielte in den folgenden zwei Jahren in 65 Spielen 31 Tore. 1989 wechselte Pokorny zunächst zum Oberligisten EC Nordhorn und wechselte während der Saison zum Ligarivalen EC Braunlage. In der folgenden Saison 1990/91 kehrte Pokorny nach Nordhorn zurück, nur um während der Saison zum ETC Timmendorfer Strand weiterzuziehen. 
Mit den Timmendorfern wurde Pokorny 1992 zuerst Meister der Oberliga Nord und nach zwei Spielen gegen den TuS Geretsried deutscher Oberligameister. Aufgrund der Zusammenlegung der bislang zweigleisigen 2. Bundesliga konnten die Timmendorfer nicht aufsteigen. 1993 wechselte Pokorny zur Herforder EG, der am Saisonende wegen Insolvenz aufgelöst wurde. Daraufhin wechselte Pokorny 1994 zum EC Wilhelmshaven in die zweitklassige 1. Liga Nord. Während der Saison 1995/96 wechselte Pokorny zum Braunlager EHC/Harz, mit dem er 1996 in die 2. Liga Nord und ein Jahr später in die 1. Liga Nord aufstieg. 
Anschließend beendete er seine Karriere.